# Somadamantina
Cristina Rodríguez, coneguda amb els noms artístics Somadamantina, Slim Kawasaki o Original Brillantes, és una cantant de trap i DJ espanyola.
Els seus primers treballs, de l’any 2012, els va pujar ella mateixa a YouTube. Els vídeos, amb títols com Te quede cloro, Los Santos, Piccolo Bastardo o Versace, tenien un cert aire de misteri i misticisme i la crítica els va descriure com a hereus del grup Kefta Boyz (conegut també com Los Santos). El seu primer EP (Extended Play) va ser διαμάντι, editat pel segell Caballito Netlabel. A partir d’aquest moment les xarxes socials es van consolidar com l'espai on donar a conèixer les seves creacions.
Amb el nom Slim Kawasaki l’any 2015 va publicar el disc Femme fatale. Després d’un silenci de dos anys, l'any 2017 va reaparèixer de nou amb el tema Wet, firmat aquest cop amb el nom Original Brillantes. A aquests treballs van seguir les cançons Hermoso (2017) i Al sol (2018), ja com a Somadamantina, editats pel segell La Vendición Records, col·lectiu al qual sempre ha estat unida.
Junt amb Mala Rodríguez (que ella pren com a referent), Bad Gyal i Ms Nina, Somadamantina es valora com una de les veus més representatives del panorama musical dels estils reggaeton, dancehall, rap i trap, i es considera una de les pioneres del trap a l'estat espanyol. Entre els seus referents musicals inclou també noms tant diversos com Whitney Houston, Michael Jackson, Maria Callas, Camarón, Lola Flores, Chavela Vargas, Amy Winehouse, Lil’ Kim, The Strokes, Led Zeppelin o Nirvana, entre d'altres, i l’obra de Miguel Hernández, Miguel de Unamuno, Oscar Wilde, Oriana Fallaci i Plató és per a ella una font d’inspiració.
Es considera a si mateixa com a feminista i les seves lletres parlen de sexe, de drogues i del carrer de manera molt poc normativa. Transgredeix tots els esquemes de la mateixa música trap, envoltant-se sovint d’un aire obscur i de misteri, amb referències a la maçoneria i l'ocultisme i sense seguir cap pauta determinada. Amb un estil hipnòtic i ple de misticisme i amb una estètica que beu de l’internet art, en els seus vídeos cuida molt la posada en escena i tots els detalls, des del vestuari fins a les localitzacions.
Somadamantina és també DJ i ha fet grafits, que signava amb el sobrenom de Soma.